# Boza

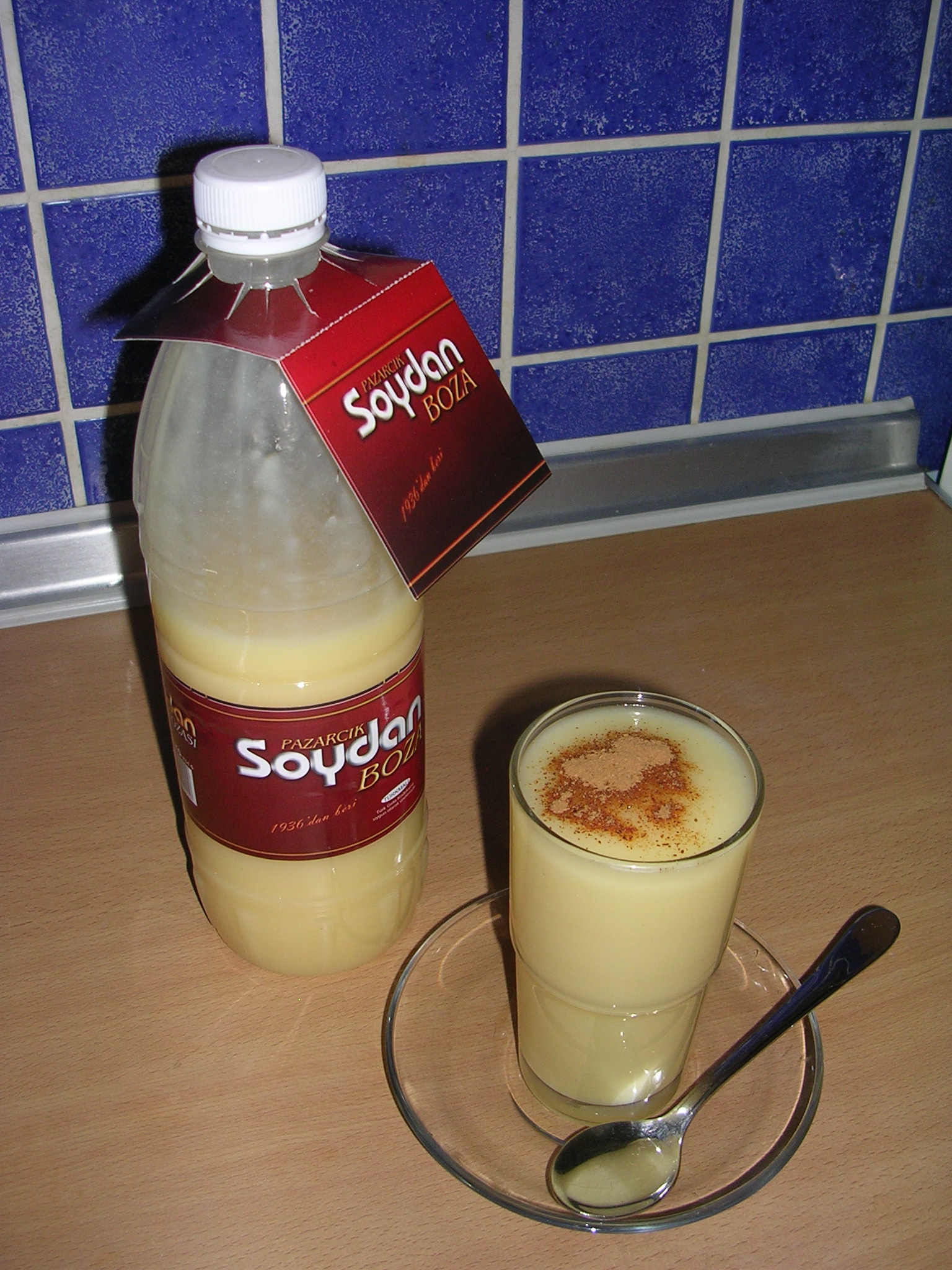
Boza z Turecka

Boza (česky i bóza, turecky boza) je fermentovaný nápoj, který je populární v Kazachstánu, Turecku, Kyrgyzstánu, Albánii, Bulharsku, Černé Hoře, Severní Makedonii, Bosně a Hercegovině, části Rumunska, Srbska, a Ukrajiny. Jedná se o sladový nápoj, vyrobený z kukuřice (a pšenice v Albánii, fermentované pšenice v Turecku a pšenice nebo prosa v Bulharsku a Rumunsku). Má hustou konzistenci a nízký obsah alkoholu (obvykle kolem 1 %) a lehce nakyslou sladkou chuť.
Existují různé typy bozy, nejvýznamnější je bulharská, albánská a turecká.

## Historie

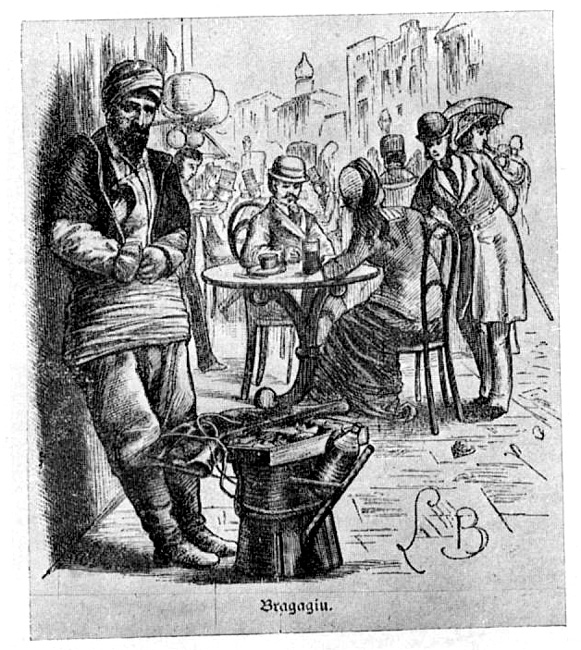
Turecký „braga“ prodávající v Bukurešti, 1880

Bozu začali původně připravovat Turci ve střední Asii v 10. století. Později se rozšířila na Kavkaz a na Balkán. Boza slavila svůj zlatý věk v době Osmanské říše a stala se dokonce jednou z hlavních obchodních komodit ve městech.
Až do 16. století se boza pila všude volně, ale domácky připravovaná tzv. „tyranská boza“ s malým množstvím opia vyvolala hněv úřadů, až byla za sultána Selima II (1566–1574) zakázána.
V 17. století sultán Mehmed IV (1648–1687) zakázal alkoholické nápoje, kam zahrnul i bozu, a zavřel také všechny obchody s bozou. Turecký cestovatel z 17. století Evlija Čelebi popisuje, že boza byla v této době velmi rozšířená, že jen v samotném Istanbulu bylo 300 obchodů s bozou, které zaměstnávaly 1005 lidí. V tomto období byla boza velmi rozšířená v armádě mezi janičáry. Boza obsahovala jen málo alkoholu, takže byla dlouho tolerována jako posilující a teplý nápoj pro vojáky. Jak popisuje Evlija Čelebi: „V armádě je spousta výrobců bozy. Pít tolik bozy, aby to způsobilo intoxikaci, je hříšné, ale jde-li o malé množství, není to - na rozdíl od vína - odsuzováno.“ V 19. století se stal populárnější sladký a nealkoholický albánský typ bozy preferovaný v Osmanském paláci, zatímco kyselý a alkoholický typ, který obvykle vyráběli Arméni, vyšel z módy. V roce 1876 založili bratři Haci Ibrahim a Haci Sadik obchod s bozou v Istanbulu v okrese Vefa, v blízkosti centra zábavy Direklerarası. Tato boza, která má hustou konzistenci a chuť dortu, se stala známou po celém městě, a tento obchod je jediným obchodem s bozou z té doby, který funguje dodnes. Firmu nyní vedenou Haci Sadikovi a Haci Ibrahimovi prapravnuci.

## Regionální verze
„Vefa“ obchod, který se nachází v Istanbulu okrese Vefa, je nyní menší turistická atrakce. Ömür Bozacısı z Bursy, Karakedi Bozacısı z Eskişehiru Akman Boza salon v Ankaře a Soydan z Pazarcık, Bilecik jsou méně známí, ale také dobří výrobci v Turecku. Vefa Boza, jak ji známe, je vyrobena pouze z loupaného prosa, které je vařené ve vodě a které se pak nalije do široké mělké pánve. Když se ochlazená směs proseje, přidá se voda a cukr.
Nejslavnější albánská značka bozy v Tiraně je Pacara Boza, vyráběná a prodávaná albánskou firmou s dlouhou tradicí Shyqyri Pacara.
Nejslavnější obchod s bozou v Makedonii je „Apche“, který se nachází ve Skopje v oblasti Debar Maalo, poblíž univerzitní haly. Obchod byl založen Ismanem Kadrim v roce 1934. Lidé mu říkali Apche (pilulky), v legraci tak prohlašovali, že jeho boza je lék na všechny nemoci. V roce 1940 svůj obchod přejmenoval. Jiná slavná místa s bozou ve Skopje jsou „Palma“ (Палма) a „Šeherezada“ (Шехерезада). Vedle etnických Albánců má tradici příprava bozy i mezi etnickými Makedonci. Makedonská boza je mnohem řidší, je lehčí a má sladší chuť.
V Kyrgyzstánu se boza vyrábí z drcené pšenice, na Krymu s pšeničnou moukou a v Turkmenistánu s nahrubo mletou rýžovou drtí.
V Turecku se podává se skořicí a praženou cizrnou (Leblebi v turečtině) a je konzumována především v zimních měsících. Osmanská říše byla známá tím, že krmila svoji armádu bozou, protože je bohatá na sacharidy a vitamíny.
V Bulharsku je součástí tradiční snídaně „banice s bozou“. I když je boza populárním nápojem, tak je jméno používáno na popis něčeho (film, hudební skladby, apod.), co má být nezajímavé, nudné a málo kvalitní. V Albánii je většinou vyráběna a prodávána v severní části; lze ji snadno najít v cukrárnách hlavního města Tirany.
V Srbsku je boza vyráběna a prodávána v orientálních obchodech s cukrovinkami v obchodech zdravé výživy. Obvykle je vyrobená z vody, pšeničné mouky, kukuřičné mouky, droždí a cukru.
V Kyrgyzstánu je pšeničná verze bozy široce dostupné pouličními prodavači, většinou v letních měsících. Je nejznámější pod obchodním jménem „Šoro“ (Шоро), ale také se prodává jako Tan a další značky. Často se míchá s nápojem podobným kefíru, aby se získala verze poněkud světlejší a ostřejší chuti.
Varianta z Rumunska se nazývá bragă. Je sladší než v Turecku a Bulharsku, ale zase silnější a tmavší než v Severní Makedonii.
Ve Spojených státech amerických byla komerční výroba zahájena v lednu 2009 ve Skokie, ve státě Illinois.
V Albánii se boza vyrábí z kukuřičné a pšeničné mouky, cukru a vody. Má chuť od sladké po kyselou. To ji liší od jiných druhů: je lehčí a obvykle je konzumována jako osvěžující nápoj v létě.

## Výroba a skladování
Boza se vyrábí na Balkáně, a většině z turkických regionů, ale ne vždy se používá proso. Chuť se liší podle obilovin, které se používají. Při vědeckém studiu bozy provedené Tureckým vědeckým a technologickým institutem pro Vefa Bozacisi bylo zjištěno, že nápoj je velmi zdravý a výživný. Boza obsahuje vitamíny A, C a E a čtyři druhy vitamínu B.
Boza se zkazí, není-li uchovávána v chladu. Boza se proto dříve v Turecku neprodávala v letních měsících, namísto ní se prodávaly jiné nápoje, jako jsou hroznové šťávy nebo limonády. Nicméně nyní je už vzhledem k poptávce a dostupnosti chlazení k dispozici i v letním období. V Bulharsku, Albánii a Makedonii se boza vyrábí jako osvěžující nápoj po celý rok.

## Podobné nápoje
Mezi další nápoje z celého světa, které mají nízký obsah alkoholu a jsou produkty mléčného kvašení, patří:
- kvas,
- chicha,
- ibwatu,
- kombucha,
- malta,
- toddy (palmové víno),
- rivella.